# Quintus Fabius Maximus Verrucosus

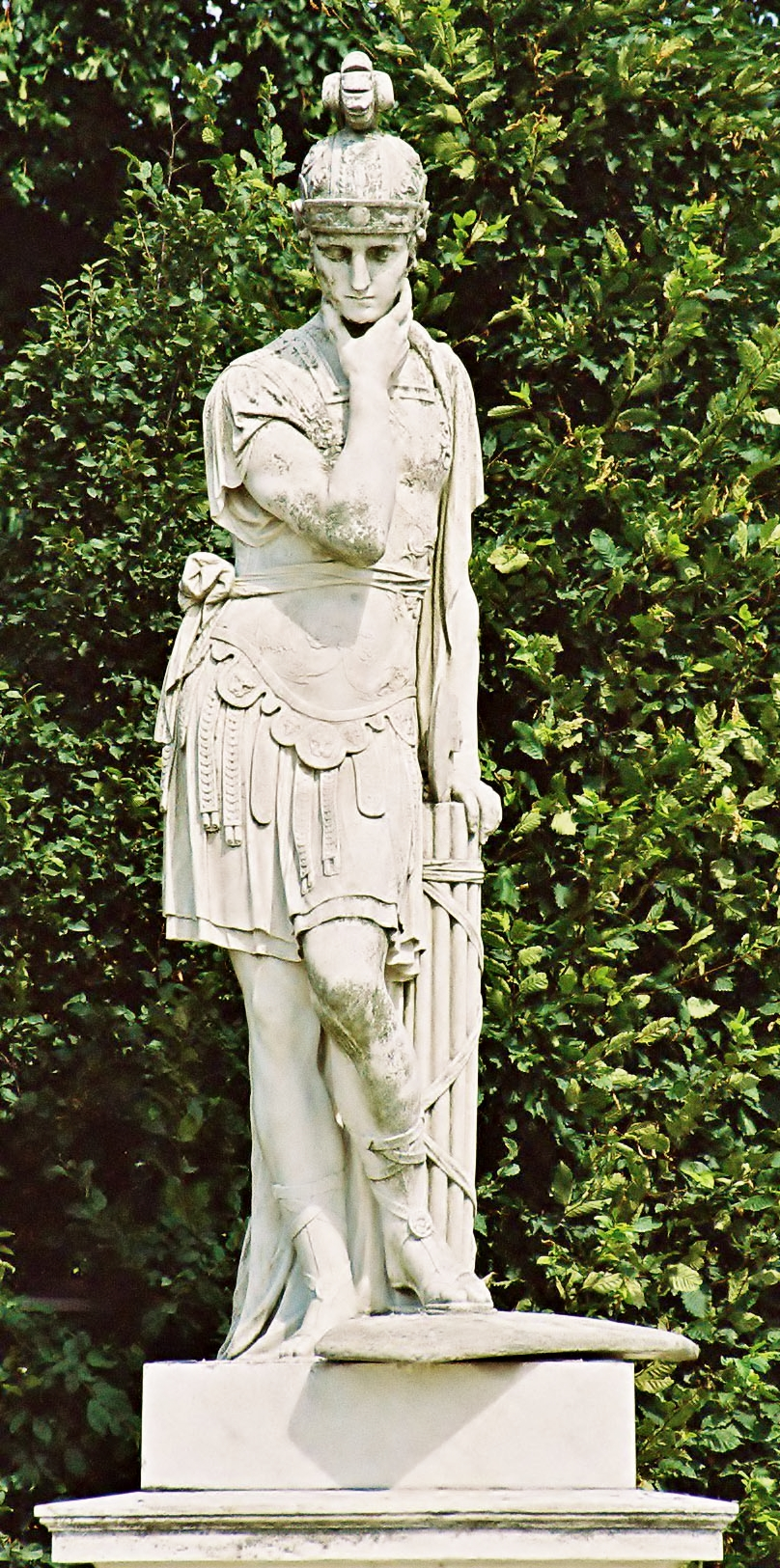
Neuzeitliche Statue des Fabius Maximus „Cunctator“ (Schloss Schönbrunn, Wien)

Quintus Fabius Maximus Verrucosus (Verrucosus heißt im Lateinischen „warzig“), genannt Cunctator, „der Zögerer“ (im positiven Sinn) (* um 275 v. Chr.; † 203 v. Chr.), war ein Senator und Feldherr der römischen Republik, fünfmal Konsul (233, 228, 215, 214 und 209 v. Chr.) und zweimal Diktator (221 und 217 v. Chr.). Der Beiname Cunctator weist auf seine Taktik des hinhaltenden Widerstandes hin, die die römischen Truppen im Zweiten Punischen Krieg (218–201 v. Chr.) einsetzten.

## Abstammung
Fabius stammte aus einem der fünf führenden römischen Patriziergeschlechter, die ihren Machtanspruch mit ihrer angeblichen Abstammung von mythischen Heroen und legendären Heldentaten ihrer Vorfahren legitimierten. So sollen 306 Mitglieder der sich auf Herakles zurückführenden Fabier 477 v. Chr. in heldenhaftem Kampf gegen Truppen der Stadt Veji gefallen sein; nur ein Junge habe überlebt, der Stammvater der späteren Fabier geworden sei (vgl. Kaeso Fabius Vibulanus). Heute gilt die Angabe Plutarchs als gesichert, dass Fabius der Urenkel des Quintus Fabius Maximus Rullianus, Enkel des Quintus Fabius Maximus Gurges sowie Sohn des gleichnamigen, nicht besonders hervorgetretenen und im Amt verstorbenen Konsuls von 265 v. Chr. war. Sein Urgroßvater und Großvater hatten große militärische Erfolge für Rom erfochten und mehrfach die höchsten Staatsämter erreicht, so dass er beste Startbedingungen für eine erfolgreiche Ämterlaufbahn vorfand.

## Beinamen
Bei vielen antiken Autoren (zum Beispiel Marcus Tullius Cicero) führt Fabius das Cognomen Maximus, das aber bereits sein Urgroßvater trug. Der Beiname Verrucosus wird zuerst von Cicero überliefert und von Plutarch damit erklärt, dass Fabius eine kleine Warze über der Lippe gehabt habe. Das Prädikat Cunctator legte man ihm lange nach seinem Tod wegen seiner defensiven, aber gerade deshalb erfolgreichen Kriegsstrategie gegen Hannibal bei (siehe unten).

## Frühe Laufbahn
Über die frühe Karriere des Fabius ist wenig bekannt, da die zweite Dekade des livianischen Werks nicht erhalten ist. Er muss aber als junger Mann schon am Ersten Punischen Krieg (264–241 v. Chr.) teilgenommen haben, auch wenn darüber keine Einzelheiten bekannt sind. Nach dem Zeugnis seines Elogiums war er zunächst zweimal Militärtribun, dann begann er seinen cursus honorum um 237 v. Chr. mit einer zweimaligen Quästur, wurde darauf kurulischer Ädil und trat unter Überspringung der Prätur sein erstes Konsulat 233 v. Chr. (zusammen mit Manius Pomponius Matho) an. Dabei durfte er wegen siegreicher Kriege gegen die Ligurer einen Triumph feiern. Der von ihm daraufhin geweihte Tempel der Honos erfuhr durch Marcus Marcellus 208 v. Chr. eine erneute Weihung. In Rom beschuldigte man Karthago, die Ligurer und Sarden zu den Unruhen angestachelt zu haben. Fabius sandte als Zeichen des Friedens bzw. Krieges einen Heroldsstab und einen Speer an die Punier, die aber die Römer aufforderten, selbst zu wählen, welche Beziehungen sie zu ihnen pflegen wollten. Verdächtig ist die Parallele dieser Erzählung mit jener von der späteren, 219 v. Chr. erfolgten Gesandtschaft an die Punier. Fabius trat auch den Ackerreformen des Gaius Flaminius entschieden entgegen und blieb auch später dessen erbitterter Gegner.
Zum Zensor wurde Fabius 230 v. Chr. gewählt (zusammen mit Marcus Sempronius Tuditanus), zum zweiten Mal zum Konsul 228 v. Chr. (zusammen mit Spurius Carvilius Maximus Ruga).
Insgesamt kann man Fabius damit eine extrem steile Patrizierkarriere bescheinigen. So wurde er etwa entgegen dem allgemeinen Gesetz, dass ein Konsul erst nach zehn Jahren wieder in dieses Amt gewählt werden durfte, schon nach vier Jahren zum zweiten Mal Konsul. Auch dass er trotz mäßiger Erfolge gegen die Ligurer einen Triumph feiern durfte, war außergewöhnlich, mussten doch die meisten anderen gegen diesen Volksstamm kämpfenden römischen Feldherrn auf eine solche Ehre verzichten.
Die Fabier hatten schon früher gute Kontakte zu Griechenland gepflegt. Auch Fabius hatte wohl dementsprechend eine gute Ausbildung in griechischer Kultur erhalten und dürfte in den Jahren nach dem Ersten Punischen Krieg die Beziehungen zwischen Rom und der hellenistischen Welt noch vertieft haben. So könnte es auf seine Initiative zurückzuführen sein, dass in seinem zweiten Konsulat erstmals Römer an den Isthmischen Spielen teilnehmen durften.
Das auf die Dauer von etwa sechs Monaten begrenzte Amt eines Diktators übte Fabius wahrscheinlich 221 v. Chr. zum ersten Mal aus.

## Vorgeschichte und Beginn des Zweiten Punischen Kriegs
Als der karthagische Heerführer Hannibal die mit Rom verbündete spanische Stadt Sagunt nach achtmonatiger Belagerung 219 v. Chr. erobert hatte, soll Fabius laut einer sehr alten Überlieferung als einflussreicher Sprecher einer Senatsgruppe gegen eine sofortige Kriegserklärung an die Punier eingetreten sein und zuerst diplomatische Schritte gefordert haben. Schon Polybios übte heftige Kritik an dieser Version, die von Friedrich Münzer für wahrscheinlich gehalten, von Hans Beck abgelehnt wird. Vielleicht war er der Führer der daraufhin nach Karthago geschickten Gesandten, der den Puniern sagte, dass er ihnen Krieg oder Frieden bringen könne. Die Karthager aber erwiderten, die Wahl liege bei ihm und erhielten prompt von ihm die Kriegserklärung. Diese Erzählung wird im Elogium und von Plutarch nicht erwähnt, während sie von Polybios und Appian ohne Nennung von Namen vorgetragen wird. Livius nennt den Gesandtschaftsführer Quintus Fabius ohne genauere Angaben, der Dichter Silius Italicus nennt ihn nur Fabius. Im Widerspruch dazu heißt er bei Cassius Dio Marcus Fabius; dieser Name kann sich nur auf Marcus Fabius Buteo beziehen. Sowohl der hier behandelte Fabius als auch Marcus Fabius Buteo waren an Würde und Alter gleichermaßen für die Leitung dieser Gesandtschaft geeignet, so dass beide dafür in Betracht kommen. Anscheinend waren sich aber schon die antiken Autoren über seine Person im Unklaren, da offenbar einige bedeutende Senatoren nicht wollten, dass ihre damalige Haltung publik wurde und der erste römische Geschichtsschreiber Quintus Fabius Pictor aus Respekt vor diesen Wünschen ihre Rollen manchmal absichtlich nicht genau aufklärte.

## Diktatur 217 v. Chr.
Nachdem der Konsul Gaius Flaminius sein Leben in der für Rom verheerenden Schlacht am Trasimenischen See verloren hatte, befand sich die aufstrebende Weltmacht in einer tiefen Krise. In dieser Ausnahmesituation wählte das Volk Fabius zum Diktator, weil dies zur Stabilisierung der Lage nötig schien. Zwar hatten bisher nur Konsuln das Recht, einen Diktator zu ernennen, doch war der eine Konsul gefallen und der andere (Gnaeus Servilius Geminus) von Rom abgeschnitten, so dass Fabius’ Wahl (wie jene seines Magisters equitum Marcus Minucius Rufus) durch einen außerordentlichen Volksbeschluss notwendig wurde. Von Livius angeführte staatsrechtliche Bedenken früherer Annalisten, dass Fabius wegen seiner Volkswahl nicht die vollen Kompetenzen eines Diktators erlangt haben könnte, sind völlig grundlos, spiegeln sich aber auch im Bericht des Plutarch und anderen Quellen wider. Auch dass der Reiteroberst nicht vom Diktator, sondern vom Volk bestellt wurde, widersprach schroff der Tradition. Nur Polybios macht sodann die richtige, durch eine 1862 aufgefundene Weihinschrift bestätigte Angabe, dass Fabius und Minucius einige Zeit nach ihrer Bestellung sogar ganz gleichgestellt wurden, indem sie als Diktatoren für denselben Zweck gewählt wurden – eine in der römischen Geschichte einmalige Verletzung des normalerweise geltenden Rechtes, die von allen jüngeren Quellen nicht angeführt wird. Insgesamt ist die vollständig vorliegende Darstellung des Polybios über die Diktatur des Fabius sehr glaubwürdig, während Livius und Plutarch nur einzelne markante Episoden daraus ausschmücken, aber nur wenig Neues oder Korrigierendes bringen.
Bevor Fabius in seinem neuen Amt des Diktators gegen Hannibal zu Felde zog, traf er in Rom einige den Krieg flankierende Maßnahmen. So ließ er die Stadtmauern der Hauptstadt verstärken, den Münzfuß zur Erhaltung des Staatsschatzes reduzieren, viele neue Rekruten zur Aufstockung der Heeresstärke ausheben und insbesondere – in scharfer Abkehr der von dem gefallenen Konsul Flaminius getroffenen Maßnahmen – die Rückbesinnung auf die altrömische Religion fördern. Durch genaue Befolgung religiöser Traditionen und Sühneopfer sollten die vermeintlich zornigen Götter besänftigt und so das Vertrauen der Römer in ihre Führer wiederhergestellt werden. Die Sibyllinischen Bücher wurden zu Rate gezogen und nach deren Weisungen ein Bittfest und ein Göttermahl veranstaltet. Den Schutz der Göttin Venus des Berges Eryx (Sizilien) rief Fabius an, indem er ihr die Weihung eines Tempels gelobte. Außerdem sollte eine „heilige Frühlingsspende“ (ver sacrum) durchgeführt werden, das heißt alle Produkte des nächsten Frühlings (zum Beispiel Jungtiere) sollten einer Gottheit geopfert werden, wenn sich in den kommenden fünf Jahren das Römische Reich gegen Karthago behaupten könnte.
Fabius schöpfte die Machtfülle seines Amtes – etwa gegenüber dem überlebenden Konsul Servilius – voll aus, was in Rom schon lange nicht mehr vorgekommen war und ihm sicher viele Feinde schuf. Er befahl, dass sich die neu ausgehobenen Rekruten in Tibur (heute Tivoli) bei Rom sammeln sollten. In Narni übernahm er die beiden Legionen des Servilius, dann in Tibur die beiden neu aufgestellten Legionen und wandte sich nach Apulien. Unterwegs ordnete er an, dass Einwohner unbefestigte Dörfer zu räumen hätten und alle von Hannibal bedrohten Orte zu verbrennen seien.
In Apulien schlug Fabius bei Aikai (Troia) sein Lager auf, nicht weit von dem des Hannibal entfernt. Er wandte dabei seine bekannte defensive Taktik an, keine offene Feldschlacht zu wagen, aber immer mit seinem jederzeit einsatzbereiten Heer aus sicherer Entfernung – meist von Bergen aus – den Feind zu beobachten und auf dessen mögliche Blößen zu lauern. Durch Überfälle auf versprengte karthagische Kontingente, die etwa zur Nahrungsmittelbeschaffung ausgesandt worden waren, wollte Fabius den Gegner langsam zermürben und aufreiben. Die Punier mussten ja in der Heimat ihrer Feinde kämpfen, während die Römer sich ständigen Nachschub durch die mit ihnen verbündeten italischen Stämme erhofften. Wahrscheinlich wollte Fabius auch einen günstigen Moment abwarten, um einen entscheidenden Angriff in einem für ihn vorteilhaften Gelände zu unternehmen; er suchte daher vor allem eine Schlacht auf flachem Land zu vermeiden. Zwar beging er einige Fehler und musste anfangs wegen seiner von vielen Römern als Schwäche angesehenen Defensivstrategie viel Kritik einstecken, aber nach späteren weiteren schweren Verlusten in offensiver Kampfweise gegen Hannibal wurde seine Taktik allgemein anerkannt und gelobt.
Da Hannibal Fabius in Apulien nicht zur Annahme einer Feldschlacht bewegen konnte, durchquerte er sengend und brennend die fruchtbaren Felder von Samnium und Kampanien, konnte aber den römischen Diktator dennoch nicht von seiner Taktik abbringen. Viele Offiziere sahen natürlich der Zerstörung ihres Heimatlandes nicht gern tatenlos zu und waren mit der Strategie ihres Feldherrn unzufrieden. Auch wenn viele italische Völker den Römern noch die Treue hielten, wurde diese doch durch die Verheerung ihrer Landschaften auf eine harte Probe gestellt und überdies dadurch, dass sich Hannibal als Befreier der Italiker vom römischen Joch ausgab, weiter ins Wanken gebracht. Hannibal soll die Unzufriedenheit noch dadurch zu steigern gewusst haben, dass er während der Zerstörung der Obst- und Weinäcker im Falernergebiet die ihm durch Überläufer bekanntgemachten Landgüter des Fabius verschonte, um den diskreditierenden Eindruck zu erwecken, dass er mit dem Diktator ein heimliches Einvernehmen getroffen habe.
Im Herbst wollten die Punier mit den erbeuteten Schätzen von Kampanien aus in die Winterquartiere nach Apulien zurückkehren. Doch Fabius ließ zuvor das nahe Capua gelegene Casilinum besetzen und verriegelte so das Tal des Volturnus, während Minucius eine enge Stelle der Via Appia nördlich von Sinuessa militärisch sicherte. Damit konnte Hannibal nur noch durch ein Engtal bei Callicula aus Kampanien abziehen. Dort stationierte Fabius 4000 Soldaten und schlug mit der Hauptarmee sein Lager in den Bergen auf, die dieses Tal beherrschten. Doch Hannibal nutzte die nächtliche Dunkelheit, um an den Hörnern zahlreicher erbeuteter Rinder trockenes Holz zu befestigen; dann ließ er die Tiere gegen die an das Engtal grenzenden Hügel treiben und das Holz an den Hörnern als Fackeln anzünden. Die Besatzung des Engpasses ließ sich durch die Lichter täuschen, glaubte an einen Durchbruchsversuch der Punier, verließ ihre Stellung und rannte zu den wegen der Entfernung und Dunkelheit schwer kenntlichen Rindern. Durch diese List konnte Hannibal ungehindert über den Pass marschieren. Als die getäuschten Römer am nächsten Morgen wenigstens die Nachhut der Punier besiegen wollten, erlitten sie eine schwere Niederlage.
Nach diesem Misserfolg kehrte Fabius zu seiner alten Taktik zurück. Er sah zu, wie die Feinde den an der Grenze von Apulien und Samnium gelegenen Ort Geronium (auch „Gerunium“) einnahmen und für ihre Zwecke befestigten. Dann musste Fabius zur Erfüllung religiöser Aufgaben nach Rom abreisen und schärfte seinem nun den Oberbefehl führenden Reiteroberst Minucius ein, an der defensiven Kriegsführung festzuhalten, die der Magister equitum aber schon bisher scharf kritisiert hatte. Der Unmut bei der Armee und auch in Rom über die bisher mäßigen Erfolge des Diktators war gleichwohl groß. Dieser musste auch mit seinem eigenen Kapital haften, um ohne Erlaubnis der Senatoren Verträge zum Freikauf von Gefangenen mit öffentlichen Geldern eingehen zu dürfen. Während Fabius’ Aufenthalt in Rom errang Minucius, der sich nicht an den Befehl hielt, einen stark übertrieben dargestellten Sieg in einer Schlacht gegen die Punier. Diese Nachricht steigerte die Erbitterung über die bisherige Vorgehensweise des Diktators so sehr, dass sein Reiteroberst nach Beratungen im Senat und in der Volksversammlung die gleichen Kompetenzen wie er selbst erhielt und daher ihm gegenüber gleichberechtigt war (s. o.). Fabius durfte auch nicht wie sonst üblich die Konsuln des nächsten Jahres wählen lassen, sondern nur einen Suffektkonsul, Marcus Atilius Regulus, für den verstorbenen Flaminius.
Nach Polybios stellte Fabius die zwei Möglichkeiten zur Wahl, dass sich beide Diktatoren entweder im Kommando über die gesamte Armee regelmäßig abwechseln oder das Heer in zwei Hälften bei getrennten Lagern teilen sollten; Minucius entschied sich für die zweite Variante. Dagegen kehren alle späteren Autoren wenig glaubwürdig die Rollen um: Ihnen zufolge soll Minucius seinem Kollegen die Wahl anheimgestellt und Fabius die erste Möglichkeit zurückgewiesen haben. Minucius ergriff offenbar sofort die Möglichkeit, sich jetzt durch offensive Kampfführung auszuzeichnen und geriet dabei in große Gefahr. Fabius kam ihm rechtzeitig mit seinem Teil der Truppen zu Hilfe und befreite ihn aus der misslichen Lage. Vielleicht ist schon der diese Episode erzählende nüchterne Bericht des Polybios etwas gefärbt, und die späteren Historiker stellen übertreibend ausführlich dar, wie dankbar der zuerst kriegslustige Minucius dem als großmütig verzeihend dargestellten Fabius für seine Rettung gewesen sei. Dass er von Minucius deshalb den Ehrennamen pater erhalten habe, ist unhistorisch.
Anscheinend ließen die beiden Diktatoren ihre Truppen auch weiterhin geteilt. Es kam ohnehin bald das Ende ihrer Amtszeit. Doch wie sie ihr Amt niederlegten, wird wieder von den verschiedenen Autoren im Einzelnen abweichend berichtet.

## Rolle von der Schlacht bei Cannae bis 210 v. Chr.
Fabius soll nach den Angaben spätrepublikanischer Annalisten, auf die sich Livius, Plutarch und andere Autoren stützen, öfter den Konsuln und anderen führenden römischen Feldherrn zur vorsichtigen Kriegsführung geraten haben. Dies mag im Allgemeinen durchaus der Wirklichkeit entsprechen, doch ist fraglich, wieweit sich diese Autoren auf echte Traditionen stützten. Der eine Konsul des Jahres 216 v. Chr., Lucius Aemilius Paullus, wird als ähnlich vorsichtig wie Fabius beschrieben und soll von diesem auch entsprechend instruiert worden sein, während der andere Konsul Gaius Terentius Varro ebenso für offene Feldschlachten wie der ehemalige Magister equitum des Fabius eingetreten sei. Jedenfalls waren die Römer wieder von der defensiven Taktik abgekommen und wollten noch einmal einen offensiven Kampf riskieren. Dies führte zur katastrophalen Niederlage gegen Hannibal in der Schlacht von Cannae mit Zehntausenden gefallenen Römern. Somit hatte sich die Strategie des Fabius im Nachhinein als richtig erwiesen und trug ihm jetzt allgemeine Anerkennung ein. Als in Rom große Bestürzung und Angst ausbrach, soll Fabius durch kluge Ratschläge sehr geholfen haben, die Ruhe wiederherzustellen und die schwierige Lage zu meistern.
In den nächsten Jahren wurde Fabius zur dominierenden Figur in der römischen Politik. Er löste noch 216 v. Chr. sein als Diktator geleistetes Versprechen ein, der Venus Erycina einen Tempel zu weihen, und wurde auch unter die Pontifices aufgenommen. Dies demonstriert seine damalige Machtfülle, denn er saß damit viele Jahre in den beiden wichtigsten Priestergremien (12 Jahre Pontifex, angeblich 62 Jahre Augur); eine vergleichbare Stellung konnte später nur Gaius Iulius Caesar erringen. Seinen Einfluss nutzte er auch rücksichtslos, um in den folgenden Jahren öfter seine Wahl in das höchste Staatsamt sicherzustellen, meist auf Kosten plebejischer Kandidaten. Weil dies sein Bild trüben würde, beschönigte Livius diese Vorgehensweise.
Da Lucius Postumius Albinus schon vor dem Antritt des Konsulats im Krieg umgekommen war, wurde Tiberius Sempronius Gracchus dem zweiten Konsul des Jahres 215 v. Chr., Marcus Claudius Marcellus, als Suffektkonsul zur Seite gestellt. Doch die Auguren annullierten die Wahl aufgrund angeblich ungünstiger Vorzeichen und verhalfen so Fabius zu seinem dritten Konsulat. Da Fabius selbst Augur war, liegt die Vermutung nahe, dass er zur Beförderung seiner eigenen Karriere die Wahlen manipulieren ließ. Nach Hans Beck wollten die Auguren aber vor allem verhindern, dass zwei Plebejer das Konsulat innehatten, da sie nicht die geistliche Autorität eines Patriziers besaßen; dies hätte aber in religiös unsicheren Zeiten Bedenken hervorgerufen.
Angeblich aus Angst vor ungünstigen Omina verharrte er in Cales, anstatt in Kampanien gegen die Feinde zu kämpfen, eroberte dann drei an der Grenze zu Samnium gelegene Orte, welche die Seiten gewechselt hatten, und richtete bei Capua Zerstörungen an, ohne aber wegen seiner weiterhin defensiven Taktik größere Erfolge feiern zu können. Immerhin ließ er Puteoli (heute Pozzuoli) stark verteidigen, weil er die strategische Bedeutung dieser Stadt erkannte.
Als nach den ersten Wahlgängen zwei Kandidaten praktisch schon als Konsuln des Jahres 214 v. Chr. feststanden, annullierte der wahlleitende Fabius das Votum, da die beiden Bewerber Hannibal militärisch nicht gewachsen seien, und erreichte, dass er selbst erneut (mit Marcellus) zum Konsul gewählt wurde. Auch der Fabius so wohlgesinnte Livius deutet an, dass sich der ehemalige Diktator für sein rücksichtsloses Sichern der Macht scharfe Kritik gefallen lassen musste. Dennoch konnte er auch den sofortigen Aufstieg seines Sohnes Quintus Fabius Maximus vom kurulischen Ädil zum Prätor durchsetzen.
214 v. Chr. wurde also Fabius zum vierten Mal und Marcellus zum dritten Mal Konsul. Sie hatten sich gegen den unbesiegbar scheinenden Hannibal am besten geschlagen. Viele antike Schriftsteller beschrieben sie daher zusammen als die erfolgreichsten römischen Feldherren gegen den großen Punier und insbesondere Plutarch gab die vom griechischen Philosophen und Geschichtsschreiber Poseidonios übernommene treffende Charakteristik des Fabius als dem Schild und des Marcellus als dem Schwert Roms. Dies beschreibt vor allem die von den Römern nach der Schlacht bei Cannae verfolgte Taktik, dass Fabius weiterhin jeden offenen Kampf gegen Hannibal vermied und ihn nur in kleine Gefechte verwickelte, während Marcellus vor allem in Süditalien jene Städte, die von den Römern abgefallen waren, rücksichtslos heimsuchte.
Außer der Durchführung der Wahl der Zensoren befassten sich die so kriegsbewährten Konsuln vor allem mit der Verstärkung der Truppen durch neue Aushebungen, konnten aber auch zusammen nicht viel gegen die Karthager und deren Bundesgenossen ausrichten; es gelang ihnen nur die Einnahme von Casilinum. Dann soll Fabius, wieder allein kämpfend, etliche abgefallene Städte erobert haben. Zurück in Rom konnte er als Wahlleiter erreichen, dass sein Sohn 213 v. Chr. Konsul wurde. Diesem übergab er sein Heer. Angeblich verlangte dabei der Sohn vom Vater die ihm als Konsul zustehenden Ehren und erkannte der Vater diesen Anspruch lobend an. Fabius soll sich auch seinem Sohn als Prokonsul zur Verfügung gestellt haben. Auch an den Kriegsentscheidungen war er angeblich maßgeblich beteiligt, während es zweifelhaft ist, ob er überhaupt an den Kämpfen teilnahm.
Als Hannibal 211 v. Chr. zur Belagerung Roms schritt, um die Capua bedrängenden römischen Truppen fortzulocken, habe Fabius diesen Kriegsplan durchschaut und sich erfolgreich gegen eine Rückberufung des Heeres zum Schutze Roms ausgesprochen; daran sei die punische List schließlich gescheitert. In den Machtkämpfen zur Erlangung des Konsulats des Jahres 209 v. Chr. dürfte neben Quintus Fulvius Flaccus auch Fabius wieder eifrig mitgemischt haben; beide wurden jedenfalls in das höchste Staatsamt gewählt.

## Einnahme von Tarent
So konnte Fabius 209 v. Chr. sein fünftes Konsulat antreten. Obwohl nach der bisherigen Rechtslage Titus Manlius Torquatus zum Princeps senatus hätte ernannt werden müssen, da er der älteste noch lebende Censorier war, erhielt Fabius diesen hohen Rang durch den Zensor Publius Sempronius Tuditanus zugesprochen. Diese Wahl zeigt einmal mehr den ungeheuren Einfluss des Fabius.
Als Konsul sollte Fabius die letzte bedeutende Stadt in Italien, die noch im Besitz der Punier war, nämlich Tarent, erobern. Die anderen römischen Generäle verwickelten Hannibal zunächst in Kämpfe, damit Fabius ungestört sein Heer umfangreich aufrüsten könnte. Dann schritt er zur Belagerung Tarents, suchte diese Stadt aber nicht militärisch zu erobern, sondern unterhandelte heimlich mit Bruttiern, die Hannibal neben seinen eigenen Truppen als Besatzung zurückgelassen hatte. So erreichte der fünfmalige Konsul, dass ihm die Bruttier verräterisch ein Stadttor öffneten. Nach der Einnahme Tarents ließ er aber die Verräter ermorden, damit sein wenig anständiges Vorgehen beim Erreichen dieses Ziels verschleiert und vielmehr der Anschein einer sauberen militärischen Eroberung erweckt werden konnte. Ohne Rücksicht wurden auch wehrlose Menschen niedergemetzelt, nicht nur feindliche Punier, sondern auch gewöhnliche Einwohner Tarents, und gegen 30.000 Personen als Sklaven verkauft. Die von den Römern aus Tarent erbeuteten Schätze kamen teils der Staatskasse, teils den Soldaten zugute. Unter den zahlreichen nach Rom verschleppten Kunstwerken war besonders eine große Heraklesstatue von Lysipp erwähnenswert, die Fabius neben seiner eigenen Reiterstatue auf dem Capitol aufstellen ließ. Herakles war der mythische Ahnherr seines Geschlechts; und ähnlich wurden durch den der Venus als Schutzgöttin Siziliens geweihten Tempel am Capitol Anspielungen auf Aeneas gemacht. Durch diese bildliche Anknüpfung an zwei mythische Stammväter, Herakles und Aeneas, wollte Fabius die herausragende Rolle seiner Familie in der römischen Nobilität unterstreichen. Einige riesige Götterstandbilder wurden nicht geraubt, angeblich weil man die Tarentiner ihren zornigen Göttern überlassen wollte. Die Wahrheit sah anders aus: Die Statuen waren schlicht zu groß und zu schwer, um sie so ohne weiteres mitnehmen zu können.
Unhistorisch ist die Erzählung, dass Hannibal Fabius täuschen wollte, indem er ihm gefälschte Briefe zukommen ließ, denen zu entnehmen war, dass – wie zuvor Tarent – auch die Stadt Metapont verräterisch erobert werden könne. Doch Fabius sei entweder durch die Beschau von Vogelzeichen hinter den Schwindel gekommen oder durch den Vergleich der Schrift der Fälschung mit der eines echten Briefs. Mit Vorsicht ist auch die Angabe aufzunehmen, dass er für die Eroberung Tarents einen Triumph habe feiern dürfen, da Livius nichts darüber berichtet und Marcellus trotz bedeutend größerer militärischer Erfolge nur eine Ovatio zugestanden worden war.

## Letzte Lebensjahre und Tod
Nachdem 208 v. Chr. beide Konsuln gestorben waren, leitete Titus Manlius Torquatus die Wahlen für das Konsulat des nächsten Jahres. Fabius soll nur deshalb nicht wieder gewählt worden sein, weil mit Gaius Claudius Nero bereits ein Patrizier als neuer Konsul praktisch feststand. Marcus Livius Salinator erhielt nun als Zweiter das höchste Staatsamt und soll, als er sich auf den Weg in den Krieg machen wollte, eine Mahnung des Fabius, defensiv zu kämpfen, brüsk abgelehnt haben; offenbar verfolgte er eine andere Kriegsstrategie als der bedächtige Zauderer, wie er generell nicht gut auf seine Landsleute zu sprechen war.
Generell ist zu konstatieren, dass die Macht des Fabius seit etwa 211 v. Chr. zurückging und sich der Senat wieder für eine offensivere Kampfweise entschied, weil nur so ein definitiver Sieg über Karthago möglich war. Hoffnungsträger wurde dabei der junge Publius Cornelius Scipio, der ebenfalls einer der führenden Familien Roms entstammte und zunehmend die Strategie der Kriegführung bestimmte. Er gelangte 205 v. Chr. zum Konsulat und wurde von Fabius heftig, aber erfolglos bekämpft. Dieser lehnte Scipios Plan, den Krieg in das eigene Land der Punier zu tragen, energisch ab. Freilich ist Fabius’ lange diesbezügliche Rede und die Antwort Scipios von Livius frei ausgemalt. Als 204 v. Chr. dem Legaten Quintus Pleminius Plünderungen in Lokroi und andere Untaten zur Last gelegt wurden, soll Fabius eine Ausdehnung der Anklage auf Scipio als den Vorgesetzten seines Legaten gefordert haben. Plutarch führt die Gegnerschaft von Scipio und Fabius an noch weiteren Beispielen aus und schildert außerdem den damals noch jungen Cato als Anhänger der Politik des viel älteren Fabius, so dass beide Männer gemeinsame Front gegen Scipio gemacht hätten. Diese angeblich so engen politischen Bindungen des Cato und Fabius dürften erfunden sein, konnten aber doch von einigen Tatsachen abgeleitet werden. Denn Cato war tatsächlich wie viele andere Senatoren sehr mit Scipio verfeindet, und die Kriegsphilosophie des Senatsvorsitzenden Fabius stand der offensiven Strategie des Scipio diametral entgegen. Die Gegensätze wurden von späteren Schriftstellern zugespitzt und weiter ausgemalt und diesmal der alte Fabius als intriganter Behinderer des Kriegshelden Scipio hingestellt, also seine Zögerlichkeit jetzt negativ interpretiert.
Fabius wurde 204 v. Chr. erneut zum Princeps senatus gewählt und hielt seinem verstorbenen Sohn die Leichenrede, die er als einzige seiner Reden auch veröffentlichte und die so auf die Nachwelt kam, jedoch heute bis auf ein unsicheres Fragment verloren ist. 203 v. Chr., vor dem entscheidenden Sieg Scipios in der Schlacht von Zama, starb Fabius selbst. Zwar erhielt er kein staatliches Begräbnis, aber angeblich ein recht ehrenvolles aus öffentlichen Spenden.

## Beurteilung
Cicero beurteilt die Rednergabe des Fabius aufgrund wahrscheinlich eigener Lektüre der veröffentlichten Grabrede des Fabius auf seinen Sohn ziemlich positiv. Vielleicht war sie im Stil der von Thukydides überlieferten Gefallenenrede des Perikles gehalten. Die Reden des Fabius, die Livius und andere Autoren überliefern, sind unecht, ebenso die meisten der ihm zugeschriebenen Aussprüche.
Als Feldherr wurde Fabius in der späteren, legendär überformten Überlieferung zum Muster des bedächtig-zähen Römers stilisiert (Ennius: unus homo nobis cunctando restituit rem – „ein Mann hat uns durch sein Zögern den Staat wiederhergestellt“). Seine eigenen militärischen Erfolge waren zwar gering (Ausnahme mag die Wiedereroberung Tarents sein), dafür erlitt er aber auch keine großen Schlappen und hielt Roms Widerstandskraft nach Cannae erfolgreich aufrecht. Dementsprechend lobte Cicero seine Weisheit. Dies war aber nur für den Feldherrn Fabius richtig; dagegen war er als Mensch und Politiker durchaus nicht so human und weise, wie es Cicero und auf ihm aufbauend und weiter ausmalend Plutarch darstellte. So suchte er in den noch nicht ganz beendeten Klassenkämpfen die Vorrechte der Patrizier gegenüber den Plebejern rücksichtslos aufrechtzuerhalten. Die antike, seit Ennius beginnende Verdichtung seines Charakters vor allem auf seine verantwortungsvolle Zögerlichkeit muss in der heutigen Wissenschaft durch ein differenziertes Bild ersetzt werden, das sein Verhalten in seinen verschiedenen Funktionen berücksichtigt.

## Nachleben
Fabius wird in vielen Werken der Weltliteratur (etwa von Niccolò Machiavelli und Molière) behandelt. Seine Vorsicht ist der Ursprung des Begriffs Fabianismus (siehe auch Fabian Society) in der Politik Großbritanniens zum Ende des 19. Jahrhunderts. Generell gilt er der Neuzeit als Vorbild eines prinzipientreuen und beharrlichen Politikers.